# Mionectes
Mionectes är ett fågelsläkte i familjen tyranner inom ordningen tättingar.

## Arter i släktet
Släktet omfattar sex arter med utbredning från södra Mexiko till västra Bolivia:
- Streckbröstad tyrann (M. striaticollis)
- Olivstrimmig tyrann (M. olivaceus)
- Ockrabukig tyrann (M. oleagineus)
- Lektyrann (M. macconnelli)
- Tepuítyrann (M. roraimae)
- Gråhuvad tyrann (M. rufiventris)

## Familjetillhörighet
Släktet behandlas vanligen som en del av familjen tyranner. Vissa taxonomiska auktoriteter har dock valt att dela upp tyrannerna i flera familjer efter DNA-studier som att tyrannerna består av fem klader som skildes åt redan under oligocen. Mionectes förs då till familjen Pipromorphidae.